# L'amore lontano dalla città
L'amore lontano dalla città (어쩌다 전원일기?, Eojjeoda jeon-won-ilgiLR; lett. "Accidentale diario di campagna") è una serie televisiva sudcoreana trasmessa su KakaoTV dal 5 al 28 settembre 2022, tratta da un romanzo ipertestuale di Park Ha-min. Internazionalmente è distribuita da Netflix.

## Trama
Han Ji-yul, un veterinario di Seul, si trasferisce con riluttanza al villaggio di Huidong per occuparsi della clinica del nonno. Qui incontra Ahn Ja-young, una poliziotta con un segreto, e Lee Sang-hyeon, proprietario della caffetteria locale. La transizione dalla comoda vita della capitale a quella del villaggio non è facile come Ji-yul spera e mette alla prova la sua capacità di adattarsi alla vita della piccola città.

## Personaggi e interpreti
- Ahn Ja-young, interpretata da Park Soo-young
- Han Ji-yul, interpretato da Choo Young-woo
- Lee Sang-hyeon, interpretato da Baek Seong-cheol